# Rondeletia ekmanii
Rondeletia ekmanii är en måreväxtart som beskrevs av Nathaniel Lord Britton och Paul Carpenter Standley. Rondeletia ekmanii ingår i släktet Rondeletia och familjen måreväxter. Inga underarter finns listade i Catalogue of Life.